# Terra del fiume Seha

Terra del fiume Seha nell'Anatolia occidentale

Terra del fiume Seha fu il nome ittita di un regno del XIV secolo a.C., situato nell'Anatolia occidentale e abitato da una popolazione di stirpe Arzawa. Non essendoci giunto alcun testo redatto dai suoi abitanti, non abbiamo idea di come essi stessi chiamassero il proprio paese.
Il fiume che gli Ittiti chiamarono Seha è di incerta identificazione ma, data la posizione di questo territorio, che sappiamo essere stato confinante a Sud col regno di Wilusa, i possibili candidati sono due: gli odierni Bakirçay e Gediz, quelli che i testi classici chiamavano Caicus e Hermus; e pertanto l'area era all'incirca quella costiera anatolica che fronteggia l'isola di Lesbo.

## Storia
Nato dalla suddivisione in piccole entità politiche operata attorno al 1340 a.C. dal re ittita Šuppiluliuma I dopo la conquista di Arzawa, il regno della Terra del fiume Seha durò fino all'inizio del XII secolo circa, soccombendo all'invasione dei cosiddetti Popoli del Mare, che spazzò via parte delle civiltà del Vicino Oriente attorno al 1180 a.C., devastando l'Anatolia.
Fu uno dei cinque regni componenti il complesso di Arzawa, insieme a Wilusa, Hapalla, Mira ed il territorio attorno alla città Arzawa più importante, Apasa, chiamato oggi dagli storici Arzawa Minor.
Il fondatore della dinastia, durata fino alla scomparsa del regno, fu Muwa-Walwi, insediato sul trono dal re ittita Šuppiluliuma I attorno al 1340 a.C. e che rimase sempre fedele vassallo Ittita. Alla sua morte avvenuta attorno al 1322 a.C. vi fu una disputa tra i figli che non accettarono che egli avesse designato come erede il minore, l'adolescente Manhapa-Tarhunta. Inizialmente questi dovette fuggire ma, grazie all'intervento del sovrano ittita, riuscì a riconquistare il trono.
Ribellatosi pochi anni dopo agli Ittiti assieme ad altri regni di Arzawa, Manhapa-Tarhunta fu sconfitto e perdonato da Muršili II che lo riconfermò sul trono.
Di questo sovrano ci è giunta la cosiddetta Lettera di Manhapa-Tarhunta, una missiva da lui inviata nel 1285 ca. al figlio e successore di Muršili II, il sovrano ittita Muwatalli II; il testo è di grande valore storico perché ci fornisce una serie di informazioni sulla fine dell'età del bronzo e sulle vicende ad esso collegate, e narra episodi realmente accaduti che potrebbero essere stati alla base della leggenda omerica della guerra di Troia.
Nella missiva, tra l'altro, Manhapa-Tarhunta informa che il suo territorio era stato conquistato da tale Piyama-Radu che, alla testa di un contingente militare appoggiato dallo stato miceneo di Ahhiyawa, lo aveva prima umiliato e poi destituito per proseguire ed occupare successivamente Wilusa. Solo l'intervento del generale ittita Kassu aveva ristabilito lo status-quo.
Manhapa-Tarhunta fu comunque destituito da Muwatalli poco dopo gli eventi narrati nella lettera e sostituito sul trono col figlio Mashturi che si dimostrò più capace del padre.
Nella guerra civile ittita che si scatenò di lì a pochi anni, Mashturi si schierò con Hattušili III.
Alla morte di Mashturi avvenuta attorno al 1235, il trono fu usurpato da un tale Tarhuna-Radu, probabilmente approfittando della morte di Mashturi e del successivo vuoto di potere, dal momento che il re non ebbe figli.
Ma il sovrano ittita Tudhaliya IV mosse verso ovest e restaurò sul trono la stirpe di Muwa-Walwi, installando un nuovo sovrano il cui nome non è giunto fino a noi.
Sembra che verso la fine dell'impero ittita (1230-25 a.C. ca.), Tudhaliya IV avesse istituito lo stato di Mira come supervisore regionale dell'area di Arzawa. La Terra del fiume Seha, dunque, sarebbe divenuta vassalla, oltre che degli Ittiti, anche del regno confinante.